# Lucie Bílá
Pour les articles homonymes, voir Bílá.
Lucie Bílá, de son vrai nom Hana Zaňáková, est une chanteuse pop tchèque née le 7 avril 1966 à Otvovice (à l’époque en Tchécoslovaquie). Une voix puissante et intense, un impressionnant parcours de la gamme, font d’elle l’une des plus célèbres artistes féminines dans l’histoire de la République tchèque.[réf. nécessaire]